# Lissonota clypeator
Lissonota clypeator là một loài tò vò trong họ Ichneumonidae.